# Francie na Letních olympijských hrách 1968
Francii na Letních olympijských hrách v roce 1968 v Mexiku reprezentovala výprava 200 sportovců (169 mužů a 31 žen) v 16 sportech.

## Medailisté
| Medaile | Jméno                                                                           | Sport           | Soutěž                                  |
| ------- | ------------------------------------------------------------------------------- | --------------- | --------------------------------------- |
| Zlato   | Colette Bessonová                                                               | Atletika        | Ženy běh na 400 m                       |
| Zlato   | Daniel Morelon                                                                  | Cyklistika      | Muži 1000 m sprint                      |
| Zlato   | Pierre Trentin                                                                  | Cyklistika      | Muži 1000 m s pevným startem            |
| Zlato   | Daniel Rebillard                                                                | Cyklistika      | Muži 4000 m stíhací závod (jednotlivci) |
| Zlato   | Daniel Morelon Pierre Trentin                                                   | Cyklistika      | Muži 2000 m tandem                      |
| Zlato   | Jean-Jacques Guyon                                                              | Jezdectví       | Jezdecká všestrannost - jednotlivci     |
| Zlato   | Gilles Berolatti Jacques Dimont Jean-Claude Magnan Christian Noël Daniel Revenu | Šerm            | Družstvo mužů fleret                    |
| Stříbro | Pierre Jonquères d'Oriola Janou Lefebvre Marcel Rozier                          | Jezdectví       | Parkurové skákání - družstva            |
| Stříbro | Daniel Robin                                                                    | Zápas           | muži, řecko-římský ve velterové váze    |
| Stříbro | Daniel Robin                                                                    | Zápas           | muži, volný styl ve velterové váze      |
| Bronz   | Roger Bambuck Jocelyn Delecour Gérard Fenouil Claude Piquemal                   | Atletika        | Muži štafeta 4 × 100 m                  |
| Bronz   | Pierre Trentin                                                                  | Cyklistika      | Muži 1000 m sprint                      |
| Bronz   | Daniel Revenu                                                                   | Šerm            | Muži fleret                             |
| Bronz   | Raoul Gueguen Jean-Pierre Guidicelli Lucien Guiguet                             | Moderní pětiboj | Družstvo mužů                           |
| Bronz   | Alain Mosconi                                                                   | Plavání         | Muži 400 m volný způsob                 |